# Microterys garibaldia
Microterys garibaldia is een vliesvleugelig insect uit de familie Encyrtidae. De wetenschappelijke naam is voor het eerst geldig gepubliceerd in 1933 door Girault.